# شهدطوطی سرخ
شهدطوطی سرخ با نام علمی (Eos bornea یا Eos rubra) یک گونه از طوطی‌سانان است که در در تیره طوطیان قرار دارد.
طوطی که بیشتر رنگ بدنش سرخ با شاهپرهای سیاه دم قهوه‌ای و منقار پرتقالی این پرنده با طولی ۳۰ سم است. نر و ماده شبیه به هم و جوجه‌ها نوک قهوه‌ای به جای منقار پرتقالی ندارند. این پرنده در استرالیا و گینیه نو و سواحل دریای آرام زندگی می‌کند. غذا این پرنده عبارت است از دانه‌های خوراکی انواع اقسام گیاهان خوراکی و میوه‌ها مانند سیب انار خربزه انگور، طالبی، آناناس، انجیر، کیوی و ذرت و همچنین شیره گل‌ها که غذای اصلی این طوطی به‌شمار می‌رود. این پرنده به عنوان حیوان خانگی به‌شمار می‌رود و توانایی تقلید را دارد. این پرنده در داخل درختان لانه می‌سازد و حدود ۲_۴ تخم می‌گذارد.

## نگارخانه

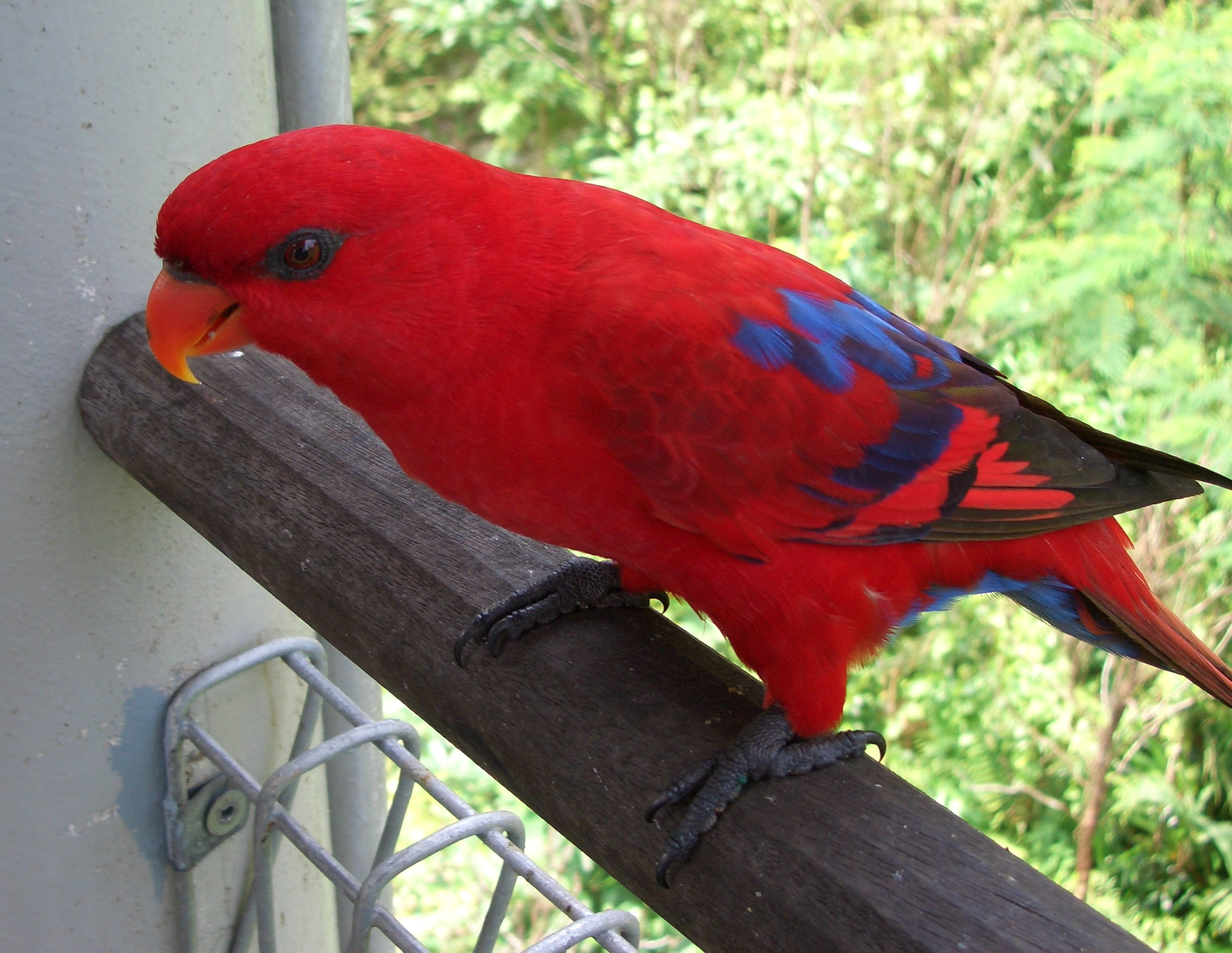
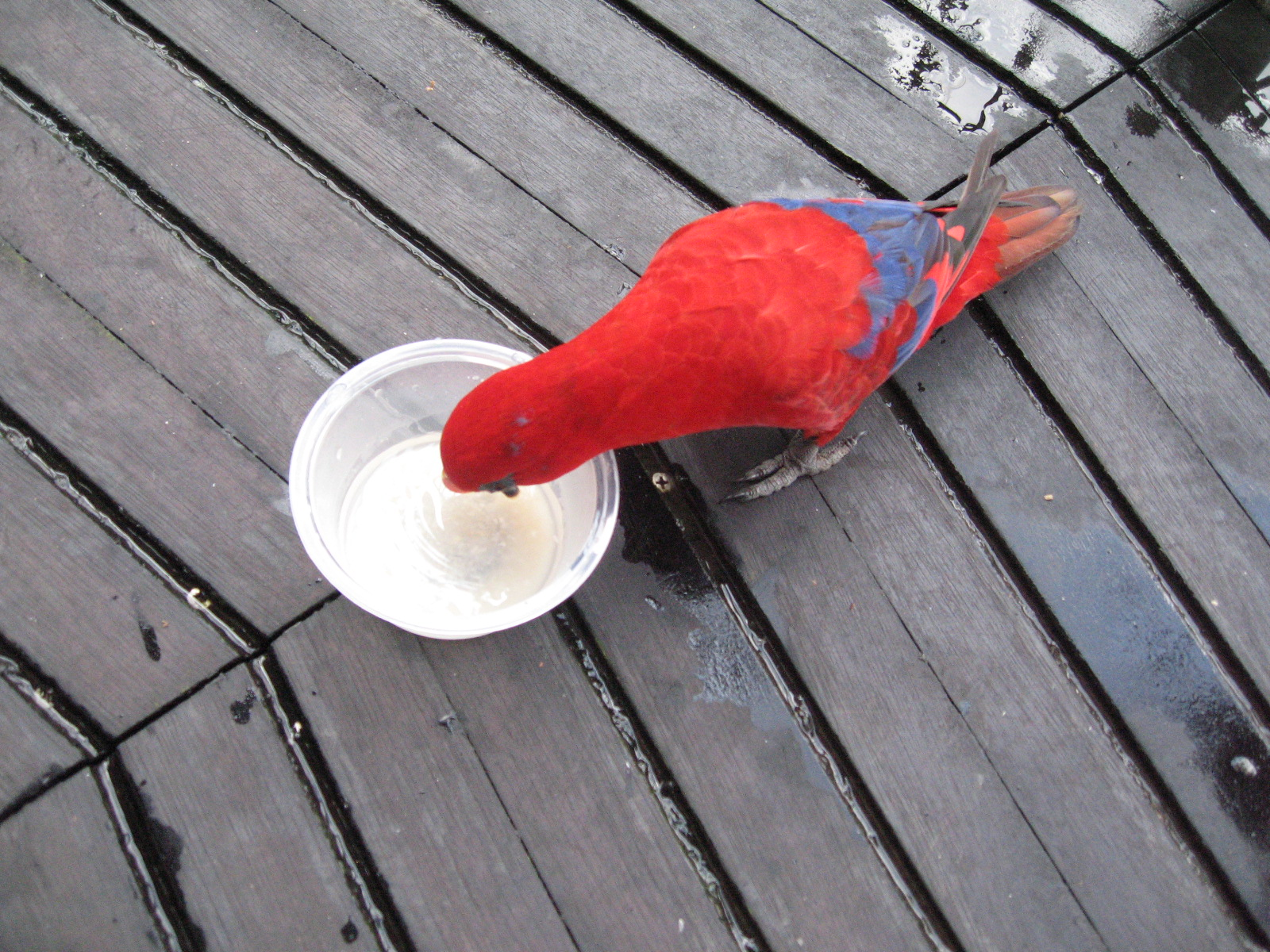
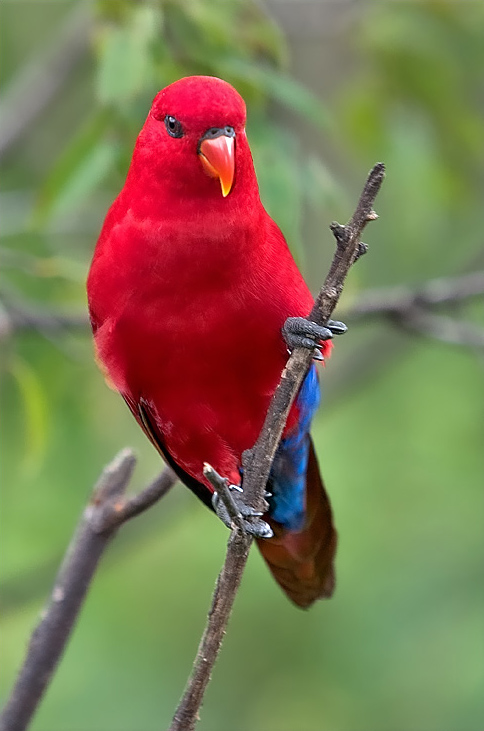